# Alvania occidua
Alvania occidua is een slakkensoort uit de familie van de Rissoidae. De wetenschappelijke naam van de soort is voor het eerst geldig gepubliceerd in 1944 door Cotton.